# Idah
Idah é uma cidade do estado de Kogi, na Nigéria. Sua população é estimada em 75.506 habitantes.